# Pingfang
Pingfang (平房區 / 平房区,  Píngfáng Qū) ist ein Stadtbezirk der Unterprovinzstadt Harbin in der chinesischen Provinz Heilongjiang. Der Stadtbezirk hat eine Fläche von 98,76 km² und zählt 238.945 Einwohner (Stand: Zensus 2020).

## Geschichte
In Pingfang befand sich während des Zweiten Weltkrieges das Hauptquartier der Einheit 731. Dort wurde von der Japanischen Armee, die zu jener Zeit große Teile Chinas besetzt hielt, Forschung und Versuche, darunter auch an Menschen, auf dem Gebiet der biologischen Kriegführung betrieben.

## Administrative Gliederung
Auf Gemeindeebene setzt sich der Stadtbezirk aus sechs Straßenvierteln und zwei Großgemeinden zusammen. Diese sind:
- Straßenviertel Baoguo (保国街道);
- Straßenviertel Lianmeng (联盟街道);
- Straßenviertel Xingjian (兴建街道);
- Straßenviertel Xinjiang (新疆街道);
- Straßenviertel Xinwei (新伟街道);
- Straßenviertel Youxie (友协街道);
- Großgemeinde Pingfang (平房镇);
- Großgemeinde Pingxin (平新镇).